# Eugenia sripadaense
Espèce
Statut de conservation UICN

 EN B1+2c : En danger
Eugenia sripadaense est une espèce de plantes à fleurs de la famille des Myrtaceae. C'est un arbuste ou un arbre originaire du Sri Lanka. Il pousse en milieu tropical à saison sèche.

## Publication originale
- Miscellaneous Papers, Landbouwhogeschool, Wageningen 19: 227. 1980.